# مملكة كارتلي
مملكة كارتلي (بالجورجية: ქართლის სამეფო) هي ملكية ظهرت في أواخر العصور الوسطى/الحقبة الحديثة المبكرة في جورجيا الشرقية، وتمركزت حول منطقة كارتلي التاريخية، وكانت عاصمتها تبليسي. برزت مملكة كارتلي أثناء الانقسام الثلاثي لمملكة جورجيا عام 1478، واستمرت –على مر فترات متقطعة قصيرة– حتى عام 1762 عندما اتحدت كارتلي مع مملكة كاخيتي الجورجية المجاورة إثر تعاقب سلالة باغراتيوني الكاخيتية على الحكم. خلال معظم تلك الفترة، كانت المملكة تابعة للسلالات المتعاقبة التي حكمت إيران، لكنها تمتعت بفترات متقطعة من الاستقلال الواسع، تحديدًا بعد عام 1747.

## لمحة تاريخية عامة

### تفكك مملكة جورجيا إلى دول متحاربة
منذ نحو العام 1450، برزت الحركات المتخاصمة في مملكة جورجيا بين الفصائل الإقطاعية المتنافسة داخل العائلة الملكية والنبلاء. أدى ذلك إلى تزايد مستوى عدم الاستقرار في جميع أنحاء المملكة. اتسمت تلك الفترة بالتنافس الإقطاعي والنزعة الانفصالية والحرب الأهلية.
يعود تاريخ التفكك الكبير في المملكة الجورجية إلى عام 1463، عندما هُزم الملك جورج الثامن في معركة تشيخوري على يد النبيل باغرات الخامس. دمّر الأخير الآثار الظاهرية للوحدة الوطنية الجورجية بعدما أعلن نفسه ملكًا على مملكة إميريتي. أدت هذه الحركة إلى تزايد انحلال وتفكك الملكية الجورجية بشكل كامل. برز هذا الانتقال في السلطة عدة مرات وبأشكال مختلفة على مرّ التاريخ الكلي لهذه المنطقة.
عقب انهزام الملك جورج الثامن عام 1465، تعرّض الأخير للأسر على يد كفاركفاري الثاني، أمير سامتسخي. شعر باغرات السادس أن الفرصة حانت، لذا عبر حدود جورجيا الشرقية (كارتلي الداخلية) وأعلن نفسه ملكًا على عموم جورجيا عام 1466.
خشي كفاركفاري تعاظمَ قوة باغرات، فأطلق سراح جورج الثامن، لكن الملك المخلوع لم يتمكن من استعادة عرشه السابق. استطاع جورج الثامن إعلان نفسه ملكًا على كاخيتي، والتي كانت حينها بقايا دولة. أصبحت كارتلي السفلية تابعة لابن أخيه قسطنطين، وهو أيضًا من مدعي العرش. جعل قسطنطين نفسه حاكمًا على كارتلي في عام 1469 بحكم الأمر الواقع، فتحدى بذلك سلطة باغرات.
استمر باغرات السادس في منصبه حاكمًا على كارتلي حتى عام 1478، فنافسه حينها قسطنطين على العرش.

### التطورات في جورجيا الغربية
انسحب ألكسندر بن باغرات السادس نحو المقاطعتين الغربيتين الجبليتين، راتشا وليخومي ، وحاول هناك التربع على عرش إميريتي. استدعى ألكسندر «دادياني وغوريلي وشارفاشيدجي وغيلوفاني» لحضور مراسم تتويجه، لكن فاميق الثاني دادياني رفض دعم ألكسندر، وبدلًا من ذلك، دعى قسطنطين إلى جورجيا الغربية.
استولى قسطنطين على كوتايسي بمساعدة الدوقات المحليين، واستعاد –لفترة قصيرة– التكامل بين كارتلي وجورجيا الغربية. في عام 1481، تمكن قسطنطين من إخضاع سامتسخي، لذا أعلن نفسه ملكًا على عموم جورجيا.
على الرغم من ذلك، لم تستطع أي واحدة من الفصائل المتخاصمة التفوق على الأخرى وإخضاعها.
في عام 1483، أعلن كفاركفاري الحرب على قسطنطين، وهزم القوات الملكية في أرديتي. في عام 1484، نصّب وريث العرش الذي خُفضت منزلته، وهو ألكسندر، نفسه ملكًا على إيمريتي (جورجيا الغربية). وفي تلك الأثناء، دعى حاكم أوديشي، الإقطاعي ليباريت الثاني دادياني، قسطنطين الثاني لزيارة جورجيا الغربية للمرة الثانية.
في عام 1487، ذهب قسطنطين إلى إميريتي، لكنه اضطر إلى التخلي عن حملته في نحو العام 1486 عندما غزا الزعيم التركي يعقوب بن حسن قوصون كارتلي، واضطر الملك إلى التعامل مع الخطر الذي سببته تلك الغارة.
استغل ألكسندر هذه الحادثة، واستولى على كوتايسي واستعاد سلطته في إميريتي. لذا أنجز ملك كارتلي عمليات مصالحة مؤقتة مع مَلِكي كاخيتي وإميريتي وأمير سامتسخي، فأسس بذلك للانقسام التام لجورجيا الذي استمر لفترة طويلة، وقُسمت البلاد إثره إلى ممالك وإمارات ضعيفة.